# Grand Prix automobile de Toscane 2020
GP précédent GP suivant
Le Grand Prix automobile de Toscane Ferrari 1000 (Formula 1 Pirelli Gran Premio della Toscana Ferrari 1000 2020) disputé le 13 septembre 2020 sur le circuit du Mugello, est la 1027e épreuve du championnat du monde de Formule 1 courue depuis 1950. Il s'agit de l'unique édition du Grand Prix de Toscane Ferrari 1000, comptant pour le championnat du monde de Formule 1, et de la neuvième manche du championnat 2020.
La pandémie de Covid-19 ayant totalement chamboulé le calendrier de la saison 2020, la Formule 1 se rend sur un circuit, appartenant à Ferrari, où n'a jamais été organisé de Grand Prix mais qui a accueilli de nombreux essais pour la discipline et diverses courses de sports mécaniques sur quatre et deux roues depuis sa création en 1974. Cette piste vallonnée « à l'ancienne » est la seule de l'actuel championnat à ne comporter aucune chicane.  

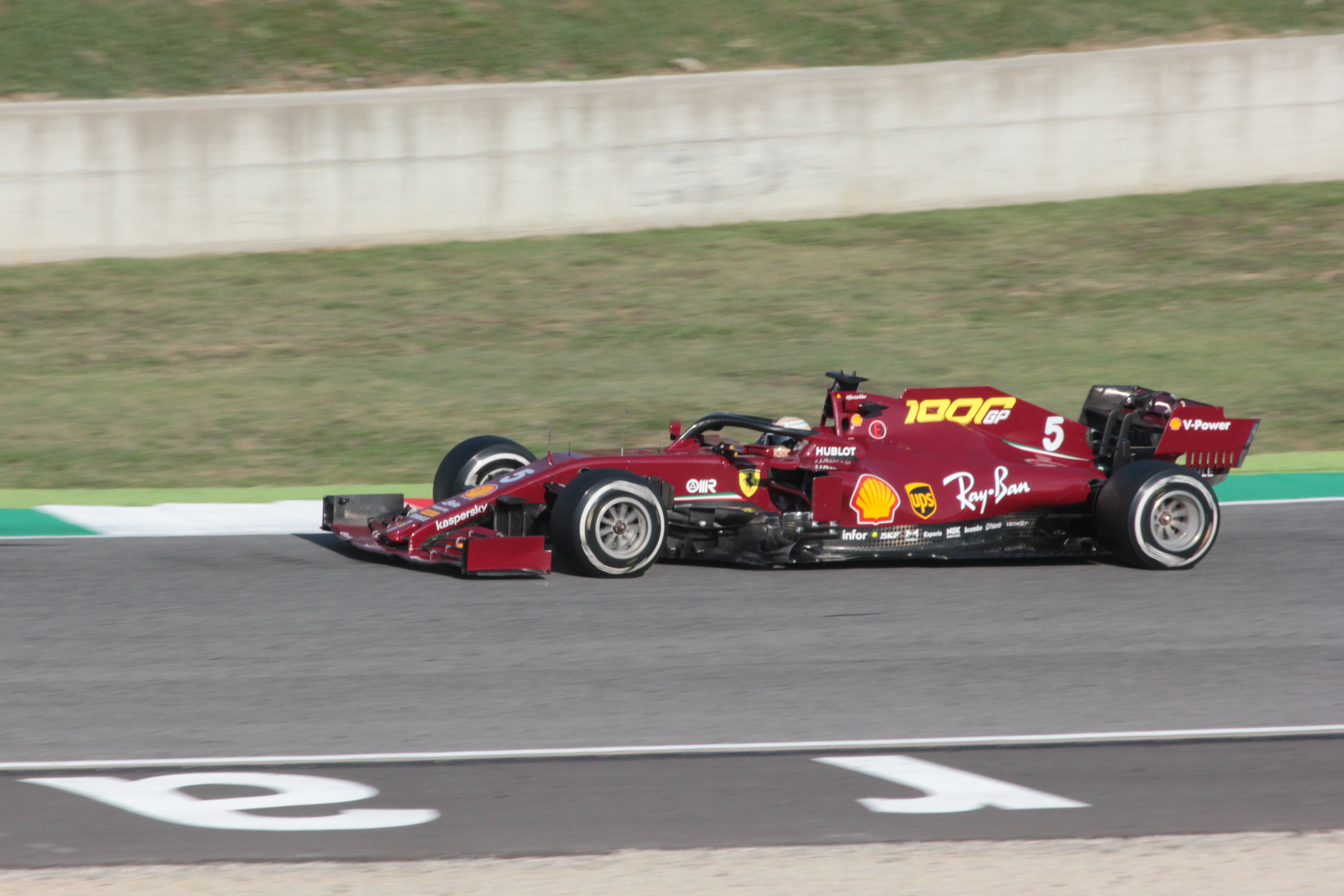
La livrée spéciale des Ferrari pour leur millième Grand Prix.

L'intitulé de cette course qui se déroule une semaine après le Grand Prix d'Italie à Monza dans la Lombardie voisine, est lié au 1000e Grand Prix de Formule 1 de la Scuderia Ferrari qui intervient lors de cette épreuve et à la région où est situé le circuit. Les voitures de Maranello se présentent dans une livrée spéciale, de couleur bordeaux, qui correspond à celle de la 125 S, la première voiture de course de la marque, et arborent un 1 000 peint en jaune sur le capot moteur. Il s'agit aussi du premier Grand Prix de la saison qui accueille des spectateurs, environ 1 500 répartis dans trois tribunes prévues pour un maximum de 3 000.  
Tous les pilotes battent le record de la piste établi en essais en 2004 par Rubens Barrichello sur la Ferrari F2004 en 1 min 18 s 704. Lewis Hamilton le porte, dans la troisième phase des qualifications, à 1 min 15 s 144 à la moyenne de 251,278 km/h en obtenant la 95e pole position de sa carrière, sa septième en neuf manches. Valtteri Bottas, auteur des deux autres pole positions, est battu de seulement 59 millièmes de seconde ; les Mercedes W11 verrouillent la première ligne pour la huitième fois cette année et, comme souvent, Max Verstappen est derrière eux, à 365 millièmes de seconde d'Hamilton. Il est accompagné en deuxième ligne par son coéquipier Alexander Albon sur l'autre Red Bull RB16. Sur son circuit, Ferrari retrouve quelques couleurs avec le cinquième temps de Charles Leclerc qui part en troisième ligne, devant Lance Stroll, ce dernier ayant récupéré le sixième rang de son équipier Sergio Pérez, pénalisé d'un recul d’une place. Le Mexicain est en quatrième ligne, avec Daniel Ricciardo ; ils précèdent Carlos Sainz Jr. et Esteban Ocon. Alors que Sebastian Vettel ne s'est pas extrait de la Q2 et part quatorzième, Pierre Gasly, vainqueur du Grand Prix d'Italie la semaine précédente est éliminé dès la Q1 et s'élance seulement seizième.
À l'issue d'une course folle, terminée par seulement douze pilotes et ponctuée de deux interruptions sur drapeau rouge, Lewis Hamilton obtient le quatre-vingt-dixième succès de sa carrière, son sixième de la saison et n'est plus qu'à une victoire du record de Michael Schumacher. Grâce au meilleur tour en course, à une boucle de l'arrivée, il réalise son dix-septième hat trick. Valtteri Bottas, qui mené l'épreuve durant neuf tours, doit se contenter d'assurer le cinquante-sixième doublé pour Mercedes alors qu'Alexander Albon obtient le premier podium de sa carrière pour son trentième départ et devient le premier Thaïlandais à connaître cet honneur. 
Bottas réalise un meilleur départ que son coéquipier et vire en tête au premier virage ; Max Verstappen prend également un bel envol mais son moteur perd immédiatement de la puissance et, débordé de partout, se retrouve englué dans le peloton. Lui aussi bien parti, Charles Leclerc est troisième tandis qu'à l'arrière, au deuxième virage, Pierre Gasly tente de s'infiltrer entre Kimi Räikkönen et Romain Grosjean et provoque un accrochage dont Verstappen est une victime collatérale. Dans le même temps, Sebastian Vettel détruit son aileron avant en touchant Carlos Sainz parti en tête-à-queue. La course de Gasly et de Verstappen s'achève dans les graviers, Vettel passe au stand pour changer de museau, les autres continuent derrière la voiture de sécurité qui s'écarte à la fin du sixième tour. Pour assurer sa relance sans se faire surprendre par son coéquipier, Bottas joue avec ses freins et retarde son accélération au maximum, provoquant un mouvement d'accordéon au sein du peloton. À l'arrière, Antonio Giovinazzi qui a aperçu le feu vert, repart à fond : il provoque un terrible carambolage en arrivant à pleine vitesse sur la Haas Kevin Magnussen que sa voiture escalade, avant de retomber sur celle de Nicholas Latifi. Juste derrière eux, Carlos Sainz est également pris dans ce crash collectif, provoquant la colère de Romain Grosjean qui s'exclame « Quelle stupidité de la part de celui qui était à l'avant ! Ils veulent tous nous tuer ou quoi ? » en passant au milieu des débris qui volent autour de sa voiture. La ligne droite des stands étant jonchée d'épaves, la course est interrompue sur drapeau rouge. 
Après un tour de chauffe, un nouveau départ arrêté, où Charles Leclerc est troisième derrière les deux Mercedes, est donné au neuvième tour. Lewis Hamilton prend une meilleure impulsion que son coéquipier et s'installe aux commandes pour ne plus les lâcher ; il garde jusqu'à la fin une avance suffisante pour empêcher son coéquipier d'actionner son aileron arrière mobile. Leclerc ne peut résister à Lance Stroll, Daniel Ricciardo, Alexander Albon, Sergio Pérez, Lando Norris et Daniil Kvyat. Pour le gain de la troisième place, Ricciardo dépasse Stroll peu avant que le Canadien, victime d'un incident mécanique à pleine vitesse dans le virage Arrabiata, s'écrase dans un mur de pneus au quarante-deuxième tour. Le drapeau rouge est à nouveau sorti.
Après cette nouvelle interruption, les douze pilotes rescapés repartent pour un tour de chauffe. Le troisième départ arrêté voit Ricciardo prendre le meilleur sur Bottas et rouler, durant un tour, derrière Hamilton ; le Finlandais reprend rapidement la deuxième place. À huit tours de l'arrivée, Albon est en mesure d'utiliser son aileron arrière mobile. Il dépasse Ricciardo par l'extérieur dans le  virage no 1 et s'envole vers le podium. Les places dans les points donnent également lieu à de nombreux rebondissements. La cinquième place revient à Sergio Pérez qui devance Lando Norris et Daniil Kvyat alors que Kimi Räikkönen, huitième, est pénalisé de 5 secondes pour avoir coupé la ligne blanche des stands, les quatre points revenant à Charles Leclerc. Räikkönen, neuvième, marque ses premiers points de la saison et Sebastian Vettel le point restant. Le déficit de puissance des SF1000 a été criant sur le circuit dont leur écurie est propriétaire. Au milieu de toutes ces péripéties, tous les pilotes ont procédé à cinq ou six changements de pneumatiques. 
Avec 26 points supplémentaires, Lewis Hamilton (190 points) porte à 55 points (plus de deux victoires bonifiées) son avance sur Valtteri Bottas (135 points) au championnat du monde ; le Britannique se rapproche à grands pas de sa septième couronne mondiale. Max Verstappen, qui n'a pas marqué pour la deuxième fois consécutive, suit avec 110 points. Si Lando Norris conserve sa quatrième place (65 points), Alexander Albon (63 points) se rapproche. Lance Stroll reste sixième (57 points), talonné par Daniel Ricciardo (53 points) alors que Charles Leclerc rétrograde au huitième rang (49 points) devant Sergio Pérez (44 points) et Pierre Gasly, dixième avec 43 points. Chez les constructeurs, Mercedes (325 points) possède presque le double de points de Red Bull (173 points) alors que McLaren (106 points) prend de l'avance sur Racing Point (92 points) qui précède Renault (83 points), Ferrari (66 points) et AlphaTauri (53 points). Alfa Romeo (4 points) et Haas (1 point) ferment la marche alors que Williams n'a toujours pas inscrit de point.

## Contexte avant la course

### Le retour du public
Alors que les huit premières manches de la saison se sont déroulées à huis clos et avant que le Grand Prix de Russie annonce la présence de 30 000 spectateurs, celui de Toscane est le premier à accueillir du public en tribunes. 
En effet, les organisateurs de l'épreuve ont fait une demande pour accueillir des spectateurs et celle-ci a été acceptée puisque le tracé confirme dans un communiqué qu'un petit nombre de spectateurs pourra célébrer le 1000e Grand Prix de Formule 1 de Ferrari. Un communiqué du circuit explique : « Le Mugello est le premier circuit qui accueillera du public en 2020 durant une compétition de Formule 1. Durant les trois jours du Grand Prix, 2 880 spectateurs seront autorisés à assister à l'événement chaque jour, avec 1 000 dans la tribune centrale et 1 000 dans la tribune Materassi. Les 880 restants seront installés dans la tribune 58 réservée aux membres du club de la Scuderia Ferrari,. »

### Nouveau droit d'entrée en Formule 1
Les Accords de la Concorde signés entre les dix équipes participant au championnat du monde changent la caution déposée auprès de la FIA pour toute nouvelle équipe désireuse de s'engager à partir de 2021 et jusqu'en 2025. Ce droit d'entrée est multiplié par dix, passant de 20 millions de dollars à 200 millions de dollars par une nouvelle équipe en un paiement de 200 millions de dollars à répartir équitablement entre les dix écuries déjà présentes. Cette somme a pour objectif de donner de la valeur à une place occupée par une équipe actuelle en cas de revente et empêcher les arrivées en Formule 1 de structures trop fragiles financièrement,. 
Zak Brown, le PDG de McLaren, estime que cette somme ne doit pas sembler prohibitive pour des gens sérieux : « La croissance de la valeur de la franchise dans cette nouvelle ère de la F1 signifie que vous retrouverez rapidement ces 200 millions de dollars en retour, et les intérêts à une date ultérieure. Ce que nous essayons aussi de faire en tant que business, c'est d'arrêter ce que nous avons eu dans le passé où une équipe comme USF1 annonce qu'elle va venir Formule 1 et n'arrive jamais,. »
Toto Wolff (Mercedes) défend également cette approche : « Cela établit un plancher de valeur pour les équipes. Naturellement, c'est à la discrétion de Liberty Media, détenteur des droits commerciaux, d'en décider autrement si jamais nous sommes moins de dix écuries mais je pense qu'une telle valeur de franchise est totalement normale. Cela devrait se limiter à dix équipes. C'est quelque chose de particulier d'avoir un engagement en Formule 1. C'est valable pour la plupart des championnats sportifs professionnels. »
Günther Steiner (Haas) est également dans le même état d'esprit : « Si vous les payez, vous achetez une valeur. Quiconque a de l'argent peut décider s'il veut investir ou non. Avec le plafonnement budgétaire, ce peut être un investissement. Car si vous faites du bon boulot, ça peut être rentable. Je crois que c'est une opportunité. On peut créer une valeur pour quelqu'un de nouveau qui arrive. Qui que ce soit, il devra être solide pour investir une grosse somme d'argent afin d'avoir la licence puis de construire une équipe ou alors il devra acheter une écurie. On est donc presque certain que ce seront des gens qui peuvent lever certaines sommes d'argent. Le bon point, c'est qu'avec le plafonnement budgétaire il est possible de prévoir ce que l'on va dépenser. Désormais, vous savez ce que ça vous coûtera et vous pouvez estimer si ça vaut le coup de prendre le risque d'investir. Je pense que c'est positif pour la Formule 1. Si quelqu'un arrive, c'est qu'il est sérieux. »

## Pneus disponibles
| Pneus pour piste sèche | Pneus pour piste sèche | Pneus pour piste sèche | Pneus pluie    | Pneus pluie |
| ---------------------- | ---------------------- | ---------------------- | -------------- | ----------- |
| Durs (Type C1)         | Médiums (Type C2)      | Tendres (Type C3)      | Intermédiaires | Pluie       |

## Essais libres

### Première séance, le vendredi de 11 h à 12 h 30

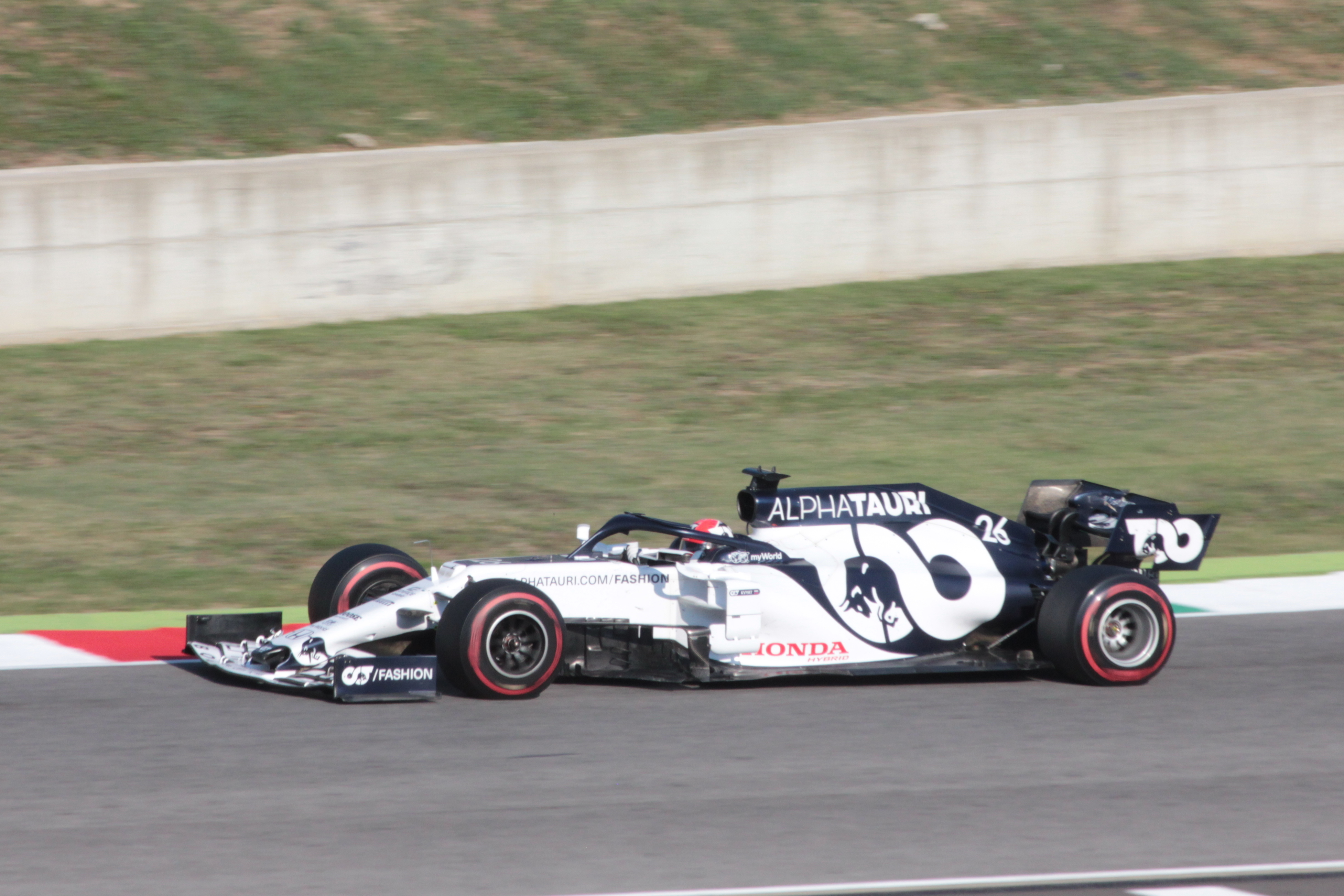
Daniil Kvyat au Grand Prix de Toscane 2020.

| Pos. | Pilote          | Voiture          | Chrono         | Écart     |
| ---- | --------------- | ---------------- | -------------- | --------- |
| 1    | Valtteri Bottas | Mercedes         | 1 min 17 s 879 |           |
| 2    | Max Verstappen  | Red Bull-Honda   | 1 min 17 s 927 | + 0 s 048 |
| 3    | Charles Leclerc | Ferrari          | 1 min 18 s 186 | + 0 s 307 |
| 4    | Lewis Hamilton  | Mercedes         | 1 min 18 s 409 | + 0 s 530 |
| 5    | Pierre Gasly    | AlphaTauri-Honda | 1 min 18 s 676 | + 0 s 797 |
| 6    | Esteban Ocon    | Renault          | 1 min 18 s 805 | + 0 s 926 |

### Deuxième séance, le vendredi de 15 h à 16 h 30

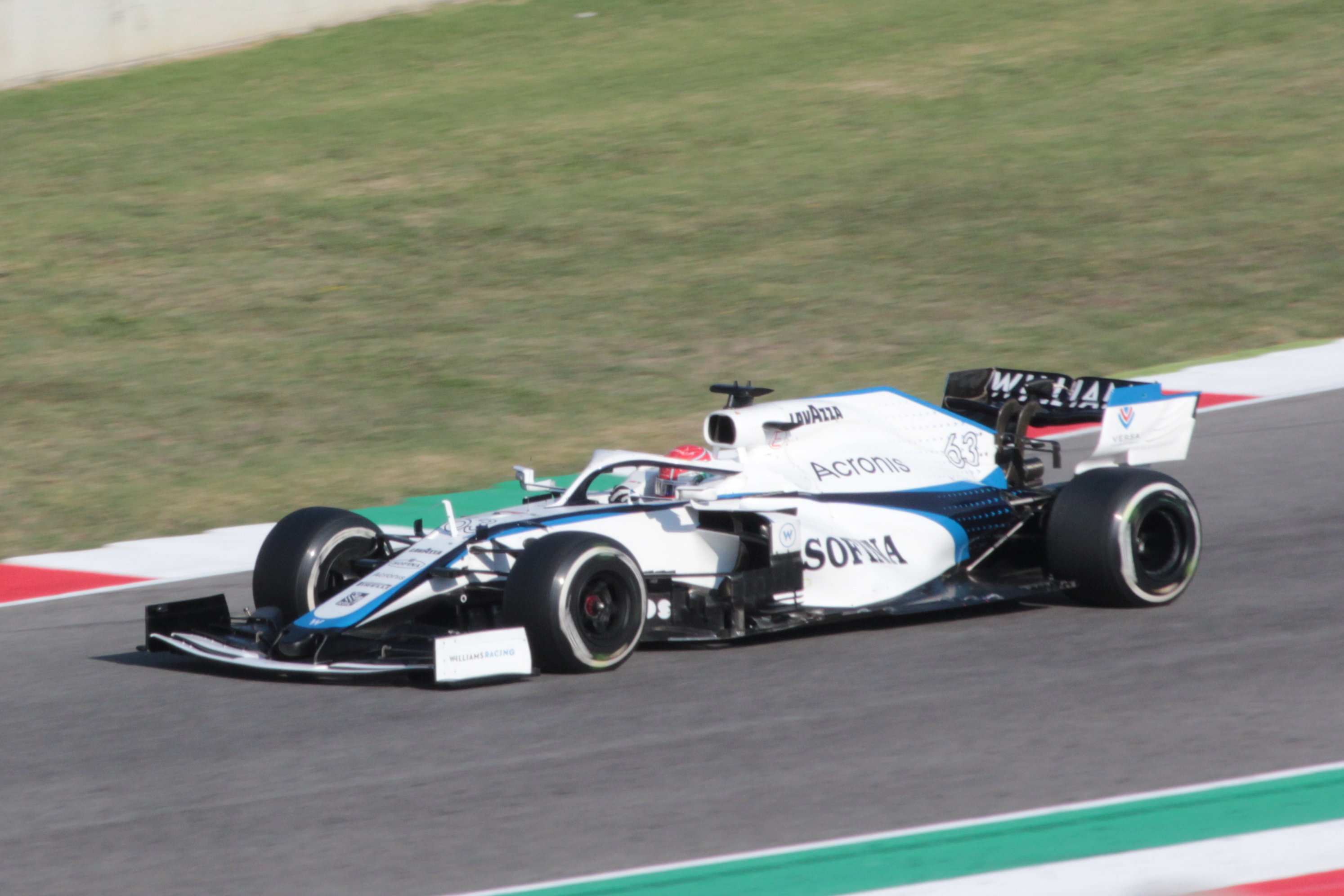
George Russell au Grand Prix de Toscane 2020.

| Pos. | Pilote           | Voiture        | Chrono         | Écart     |
| ---- | ---------------- | -------------- | -------------- | --------- |
| 1    | Valtteri Bottas  | Mercedes       | 1 min 16 s 989 |           |
| 2    | Lewis Hamilton   | Mercedes       | 1 min 17 s 196 | + 0 s 207 |
| 3    | Max Verstappen   | Red Bull-Honda | 1 min 17 s 235 | + 0 s 246 |
| 4    | Alexander Albon  | Red Bull-Honda | 1 min 17 s 971 | + 0 s 982 |
| 5    | Daniel Ricciardo | Renault        | 1 min 18 039   | + 1 s 050 |
| 6    | Esteban Ocon     | Renault        | 1 min 18 s 115 | + 1 s 126 |

### Troisième séance, le samedi de 12 h à 13 h
| Pos. | Pilote          | Voiture                   | Chrono         | Écart     |
| ---- | --------------- | ------------------------- | -------------- | --------- |
| 1    | Valtteri Bottas | Mercedes                  | 1 min 16 s 530 |           |
| 2    | Max Verstappen  | Red Bull-Honda            | 1 min 16 s 547 | + 0 s 017 |
| 3    | Lewis Hamilton  | Mercedes                  | 1 min 16 s 613 | + 0 s 083 |
| 4    | Lance Stroll    | Racing Point-BWT Mercedes | 1 min 17 s 112 | + 0 s 583 |
| 5    | Pierre Gasly    | AlphaTauri-Honda          | 1 min 17 s 226 | + 0 s 696 |
| 6    | Sergio Pérez    | Racing Point-BWT Mercedes | 1 min 17 s 341 | + 0 s 811 |

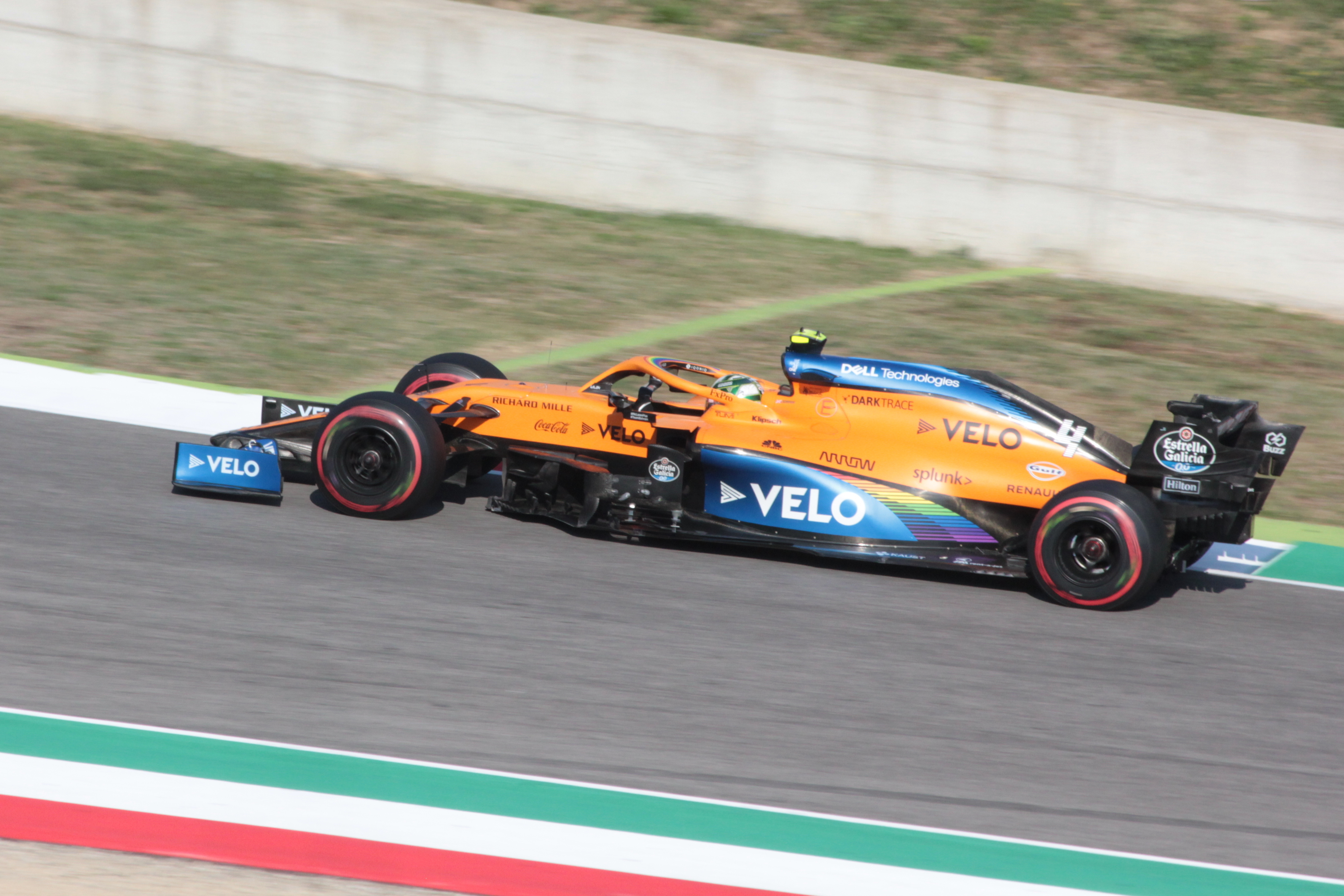
Lando Norris au Grand Prix de Toscane 2020.

- Le record du tour réalisé en 2004 par Rubens Barichello sur une Ferrari F2004 en 1 min 18 s 704, battu dès la première séance d'essais, est porté à 1 min 16 s 530 par Valtteri Bottas lors de cette troisième séance d'essais libres et battu par la quasi-totalité des pilotes[12].

## Séance de qualifications

### Résultats des qualifications
| Pos.                                                                                      | Pilote             | Écurie                    | Qualifications 1 | Qualifications 2 | Qualifications 3 |
| ----------------------------------------------------------------------------------------- | ------------------ | ------------------------- | ---------------- | ---------------- | ---------------- |
| 1                                                                                         | Lewis Hamilton     | Mercedes                  | 1 min 15 s 778   | 1 min 15 s 309   | 1 min 15 s 144   |
| 2                                                                                         | Valtteri Bottas    | Mercedes                  | 1 min 15 s 749   | 1 min 15 s 322   | 1 min 15 s 203   |
| 3                                                                                         | Max Verstappen     | Red Bull-Honda            | 1 min 16 s 335   | 1 min 15 s 471   | 1 min 15 s 509   |
| 4                                                                                         | Alexander Albon    | Red Bull-Honda            | 1 min 16 s 527   | 1 min 15 s 914   | 1 min 15 s 954   |
| 5                                                                                         | Charles Leclerc    | Ferrari                   | 1 min 16 s 698   | 1 min 16 s 324   | 1 min 16 s 270   |
| 6                                                                                         | Sergio Pérez       | Racing Point-BWT Mercedes | 1 min 16 s 596   | 1 min 16 s 489   | 1 min 16 s 311   |
| 7                                                                                         | Lance Stroll       | Racing Point-BWT Mercedes | 1 min 16 s 701   | 1 min 16 s 271   | 1 min 16 s 356   |
| 8                                                                                         | Daniel Ricciardo   | Renault                   | 1 min 16 s 981   | 1 min 16 s 243   | 1 min 16 s 543   |
| 9                                                                                         | Carlos Sainz Jr.   | McLaren-Renault           | 1 min 16 s 993   | 1 min 16 s 522   | 1 min 17 s 870   |
| 10                                                                                        | Esteban Ocon       | Renault                   | 1 min 16 s 825   | 1 min 16 s 297   | Pas de temps     |
| 11                                                                                        | Lando Norris       | McLaren-Renault           | 1 min 16 s 895   | 1 min 16 s 640   |                  |
| 12                                                                                        | Daniil Kvyat       | AlphaTauri-Honda          | 1 min 16 s 928   | 1 min 16 s 854   |                  |
| 13                                                                                        | Kimi Räikkönen     | Alfa Romeo-Ferrari        | 1 min 17 s 059   | 1 min 16 s 854   |                  |
| 14                                                                                        | Sebastian Vettel   | Ferrari                   | 1 min 17 s 072   | 1 min 16 s 858   |                  |
| 15                                                                                        | Romain Grosjean    | Haas-Ferrari              | 1 min 17 s 069   | 1 min 17 s 254   |                  |
| 16                                                                                        | Pierre Gasly       | AlphaTauri-Honda          | 1 min 17 s 125   |                  |                  |
| 17                                                                                        | Antonio Giovinazzi | Alfa Romeo-Ferrari        | 1 min 17 s 220   |                  |                  |
| 18                                                                                        | George Russell     | Williams-Mercedes         | 1 min 17 s 232   |                  |                  |
| 19                                                                                        | Nicholas Latifi    | Williams-Mercedes         | 1 min 17 s 320   |                  |                  |
| 20                                                                                        | Kevin Magnussen    | Haas-Ferrari              | 1 min 17 s 348   |                  |                  |
| Temps minimal à réaliser pour la qualification : 1 min 21 s 051 (107 % de 1 min 15 s 749) |                    |                           |                  |                  |                  |

### Grille de départ
- Sergio Pérez, auteur du sixième temps, est pénalisé d'un recul d'une place sur la grille pour avoir accroché Kimi Räikkönen lors de la deuxième séance d'essais libres. Le Mexicain sort de la voie des stands en faisant diverses procédures sur son volant et, surpris, bloque ses roues en voyant le Finlandais qu'il accroche ; il s'élance de la septième place[14].

## Course

### Classement de la course
| Pos. | no | Pilote             | Écurie                    | Tours | Temps/Abandon                      | Grille | Points |
| ---- | -- | ------------------ | ------------------------- | ----- | ---------------------------------- | ------ | ------ |
| 1    | 44 | Lewis Hamilton     | Mercedes                  | 59    | 2 h 19 min 35 s 060 (133,019 km/h) | 1      | 25 + 1 |
| 2    | 77 | Valtteri Bottas    | Mercedes                  | 59    | + 4 s 880                          | 2      | 18     |
| 3    | 23 | Alexander Albon    | Red Bull-Honda            | 59    | + 8 s 064                          | 4      | 15     |
| 4    | 3  | Daniel Ricciardo   | Renault                   | 59    | + 10 s 417                         | 8      | 12     |
| 5    | 11 | Sergio Pérez       | Racing Point-BWT Mercedes | 59    | + 15 s 650                         | 7      | 10     |
| 6    | 4  | Lando Norris       | McLaren-Renault           | 59    | + 18 s 883                         | 11     | 8      |
| 7    | 26 | Daniil Kvyat       | AlphaTauri-Honda          | 59    | + 21 s 756                         | 12     | 6      |
| 8    | 16 | Charles Leclerc    | Ferrari                   | 59    | + 28 s 345                         | 5      | 4      |
| 9    | 7  | Kimi Räikkönen     | Alfa Romeo-Ferrari        | 59    | + 29 s 770 (dont 5 s de pénalité)  | 13     | 2      |
| 10   | 5  | Sebastian Vettel   | Ferrari                   | 59    | + 29 s 983                         | 14     | 1      |
| 11   | 63 | George Russell     | Williams-Mercedes         | 59    | + 32 s 404                         | 18     |        |
| 12   | 8  | Romain Grosjean    | Haas-Ferrari              | 59    | + 42 s 036                         | 15     |        |
| Abd. | 18 | Lance Stroll       | Racing Point-BWT Mercedes | 42    | Accident                           | 6      |        |
| Abd. | 31 | Esteban Ocon       | Renault                   | 7     | Freins                             | 10     |        |
| Abd. | 6  | Nicholas Latifi    | Williams-Mercedes         | 6     | Carambolage                        | 19     |        |
| Abd. | 20 | Kevin Magnussen    | Haas-Ferrari              | 5     | Carambolage                        | 20     |        |
| Abd. | 99 | Antonio Giovinazzi | Alfa Romeo-Ferrari        | 5     | Carambolage                        | 17     |        |
| Abd. | 55 | Carlos Sainz Jr.   | McLaren-Renault           | 5     | Carambolage                        | 9      |        |
| Abd. | 33 | Max Verstappen     | Red Bull-Honda            | 0     | Accrochage                         | 3      |        |
| Abd. | 10 | Pierre Gasly       | AlphaTauri-Honda          | 0     | Accrochage                         | 16     |        |

### Pole position et record du tour
- Pole position :  Lewis Hamilton (Mercedes) en 1 min 15 s 144 (251,278 km/h)[16].
- Meilleur tour en course :  Lewis Hamilton (Mercedes) en 1 min  18 s 833 (239,519 km/h) au cinquante-huitième tour ; vainqueur de la course, il remporte le point bonus associé au meilleur tour en course[17].

### Tours en tête
- Lewis Hamilton (Mercedes) : 50 tours (10-59)[18]
- Valtteri Bottas (Mercedes) : 9 tours (1-9)

## Classements généraux à l'issue de la course
| Pos. | Pilote             | Écurie                    | Points |
| ---- | ------------------ | ------------------------- | ------ |
| 1    | Lewis Hamilton     | Mercedes                  | 190    |
| 2    | Valtteri Bottas    | Mercedes                  | 135    |
| 3    | Max Verstappen     | Red Bull-Honda            | 110    |
| 4    | Lando Norris       | McLaren-Renault           | 65     |
| 5    | Alexander Albon    | Red Bull-Honda            | 63     |
| 6    | Lance Stroll       | Racing Point-BWT Mercedes | 57     |
| 7    | Daniel Ricciardo   | Renault                   | 53     |
| 8    | Charles Leclerc    | Ferrari                   | 49     |
| 9    | Sergio Pérez       | Racing Point-BWT Mercedes | 44     |
| 10   | Pierre Gasly       | AlphaTauri-Honda          | 43     |
| 11   | Carlos Sainz Jr.   | McLaren-Renault           | 41     |
| 12   | Esteban Ocon       | Renault                   | 30     |
| 13   | Sebastian Vettel   | Ferrari                   | 17     |
| 14   | Daniil Kvyat       | AlphaTauri-Honda          | 10     |
| 15   | Nico Hülkenberg    | Racing Point-BWT Mercedes | 6      |
| 16   | Kimi Räikkönen     | Alfa Romeo-Ferrari        | 2      |
| 17   | Antonio Giovinazzi | Alfa Romeo-Ferrari        | 2      |
| 18   | Kevin Magnussen    | Haas-Ferrari              | 1      |

| Pos. | Écurie                    | Points |
| ---- | ------------------------- | ------ |
| 1    | Mercedes                  | 325    |
| 2    | Red Bull-Honda            | 173    |
| 3    | McLaren-Renault           | 106    |
| 4    | Racing Point-BWT Mercedes | 92     |
| 5    | Renault                   | 83     |
| 6    | Ferrari                   | 66     |
| 7    | AlphaTauri-Honda          | 53     |
| 8    | Alfa Romeo-Ferrari        | 4      |
| 9    | Haas-Ferrari              | 1      |

## Statistiques

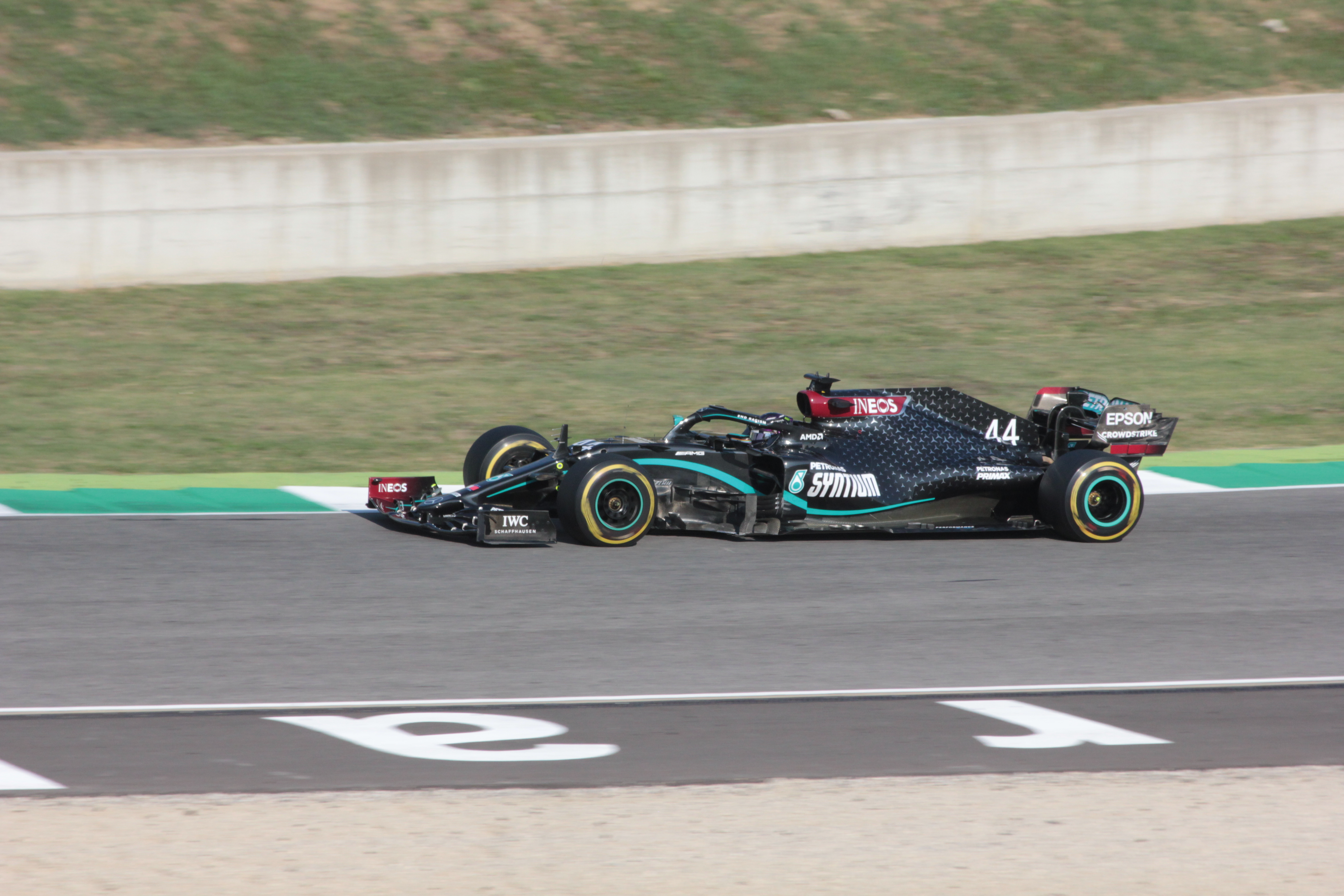
Lewis Hamilton, vainqueur du Grand Prix de Toscane 2020.

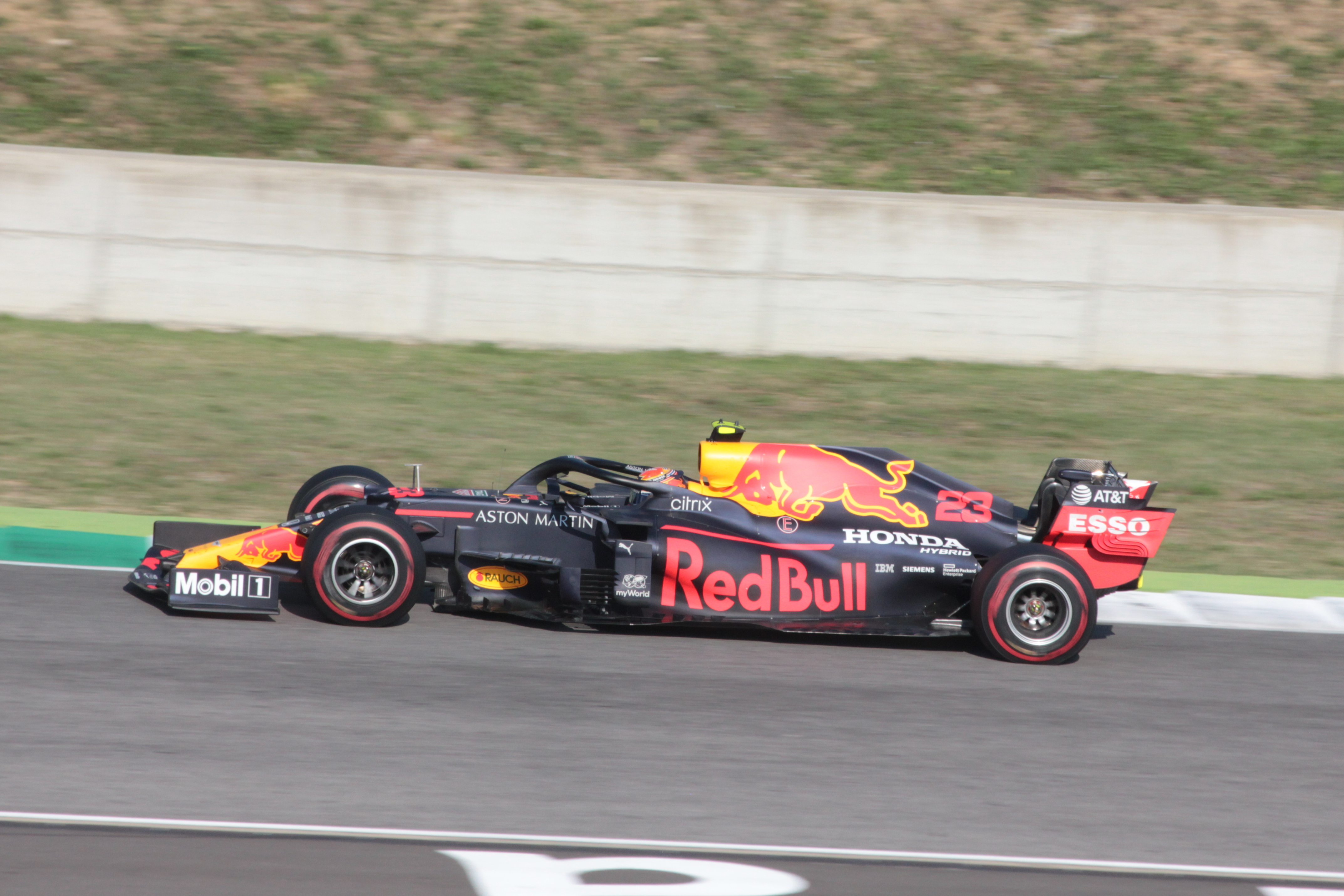
Alexander Albon, monte sur son premier podium au Grand Prix de Toscane 2020.

Le Grand Prix de Toscane 2020 représente :
- la 95e pole position de Lewis Hamilton, sa septième de la saison[21] ;
- la 90e victoire de Lewis Hamilton, sa sixième en neuf courses depuis le début de la saison[22] ;
- le 158e podium de Lewis Hamilton, qui améliore son propre record[23] ;
- le 17e hat trick de Lewis Hamilton[24] ;
- le 1er podium d'Alexander Albon pour son trentième départ[25] ;
- la 109e victoire de Mercedes en tant que constructeur[26] ;
- la 195e victoire de Mercedes en tant que motoriste[27] ;
- le 56e doublé de Mercedes Grand Prix[28].

Au cours de ce Grand Prix :
- Le dimanche matin, à l'occasion des festivités du 1000e Grand Prix de l'écurie italienne, Mick Schumacher tourne au volant de la Ferrari F2004 (quinze victoires en dix-huit manches dont treize pour son père lors de la saison 2004)[29] ;
- Lewis Hamilton franchit la ligne d'arrivée dans les points pour la 222e fois et bat le précédent record de Michael Schumacher[30] ;
- Lewis Hamilton passe la barre des 3 600 points inscrits en Formule 1 (3 621 points inscrits)[31] ;
- Grâce à Alexander Albon, la Thaïlande est le vingt-neuvième pays à compter un ressortissant sur un podium de Formule 1[32] ;
- Pour la première fois depuis les épreuves de Monaco et du Canada en 2011 le drapeau rouge est agité lors de deux Grands Prix consécutifs[33] ;
- Daniel Ricciardo est élu « Pilote du jour » à l'issue d'un vote organisé sur le site officiel de la Formule 1[34] ;
- Lors de la relance de la course, au huitième tour, la confusion sur le moment d'accélérer, provoquée par les coups de freins à l'avant de Valtteri Bottas qui retarde au maximum le moment d'appuyer à fond sur sa pédale d'accélérateur, provoque un énorme carambolage à l'arrière du peloton. En passant au milieu des débris volant autour de sa voiture, Romain Grosjean s'exclame : « Quelle putain de stupidité de la part de celui qui était à l'avant ! Ils veulent tous nous tuer ou quoi ? C'est la pire chose que j'ai jamais vu dans ma carrière[35]! » ;
- Mika Salo (110 Grands Prix disputés entre 1994 et 2002, deux podiums et 33 points inscrits, vainqueur de la catégorie GT2 des 24 Heures du Mans en 2008 et 2009, du championnat American Le Mans Series en 2007 et des 12 Heures de Bathurst en 2014) est nommé assistant des commissaires de course pour ce Grand Prix[36].